# Леонтін ван Морсел
Леонтін ван Морсел (нід. Leontien van Moorsel, 22 березня 1970) — нідерландська велогонщиця.
Олімпійська чемпіонка 2000 (групова шосейна гонка), 2000 (роздільна гонка), 2004 (роздільна гонка), 2000 (індивідуальна гонка переслідування) років, срібна призерка 2000 року в гонці за очками, бронзова призерка 2004 року в індивідуальній гонці переслідування, учасниця 1992 року.
Чемпіонка світу з трекових велоперегонів 1990 (індивідуальна гонка переслідування), 2001 (індивідуальна гонка переслідування), 2002 (індивідуальна гонка переслідування), 2003 (індивідуальна гонка переслідування) років, срібна призерка 1998 року в індивідуальній гонці переслідування.
Чемпіонка світу з велоперегонів на шосе 1991 (групова шосейна гонка), 1993 (групова шосейна гонка), 1998 (роздільна гонка), 1999 (роздільна гонка) років, срібна призерка 1998 року в груповій шосейні гонці.